# Јејско полуострво
Јејско полуострво (рус. Ейский полуостров) друго је по величини полуострво на подручју Краснодарског краја, на југозападу европског дела Руске Федерације. Најзападнији је продужетак Кубањско-приазовске низије. Са три стране окружено је водама Азовског мора − на северу су његов Таганрошки залив и Јејски лиман, док је на југу Бејсушки лиман. Са полуострва се ка мору пружају бројне мање пешчане певлаке, а највеће међу њима су Јејска на северу, Дуга на западу и Камишеватска на југу. На крајњем југу полуострва налази се плитко лиманско Ханско језеро у које се улива река Јасени, једини значајнији водоток на подручју полуострва.
Површину полуострва је око 1.100 km² и административно припада Јејском општинском рејону. Највеће насеље на полуострву је град Јејск који се налази на северној обали. На полуострву живи око 135.000 становника.